# Хилл, Кори
Кори Хилл (англ. Corey Hill; 3 октября 1978, Мартинсберг — 15 мая 2015, Тампа) — американский боец смешанного стиля лёгкой и полусредней весовых категорий. Дрался на профессиональном уровне в период 2006—2015 годов, известен по участию в турнирах таких организаций как UFC, TPF, XFC, участник пятого сезона бойцовского реалити-шоу The Ultimate Fighter.

## Биография
Родился 3 октября 1978 года в городе Мартинсберг, штат Западная Виргиния. С раннего детства активно занимался борьбой, состоял в борцовских клубах при школе в Спринг-Хилл и позже при колледже в Колби, где проходил подготовку под руководством тренера Стива Лампе вместе с будущим чемпионом Дэниелом Кормье. Неоднократно принимал участие в студенческих и национальных первенствах по борьбе, становился чемпионом штата среди старшеклассников, дважды был финалистом национального чемпионата среди учащихся колледжей.

### The Ultimate Fighter
Карьеру профессионального бойца ММА Хилл начал в лёгком весе с выступлений в пятом сезоне реалити-шоу The Ultimate Fighter. Во время подготовки телепроекта он сказал сотрудникам UFC, что уже одержал четыре победы без единого поражения, хотя, как выяснилось впоследствии, на тот момент у него были только две победы, причём одержанные по любительским правилам. Фактически первый его настоящий бой (хоть по сути и показательный) состоялся уже на шоу. Он должен был встретиться с Гейбом Рюдигером, однако тот не сумел сделать вес, и его отстранили. Тогда против Хилла вышел Роб Эмерсон, их поединок продлился все три раунда, в целом был равным, однако судьи единогласно отдали победу Хиллу. Пройдя предварительный этап, в четвертьфинале Хилл вышел на члена своей же команды Нейта Диаса и проиграл ему в первом раунде, попавшись в удушающий приём «треугольником». Диас в итоге стал победителем реалити-шоу. Несмотря на поражение, эксперты тепло отзывались о выступлении Хилла, в частности присутствовавший на шоу в качестве звёздного гостя Джереми Хорн отметил, что потенциально Хилл может стать доминирующей силой в лёгком дивизионе UFC, и согласился поработать с ним даже после окончания телепроекта.

### Ultimate Fighting Championship
Подписав контракт с крупнейшим бойцовским промоушеном UFC, Кори Хилл дебютировал здесь в январе 2008 года на турнире UFC Fight Night 12, где встретился Джо Вересом и победил его техническим нокаутом во втором раунде. Несколько месяцев спустя на UFC 86 вышел в клетку против бывшего чемпиона ICON Sport в лёгком весе Джастина Бухгольца, но на сей раз потерпел поражение сдачей, попавшись во втором раунде в удушающий приём сзади.
В третий и последний раз дрался в UFC в конце того же года на турнире Fight for the Troops, в поединке против Дейла Хартта во время нанесения лоукика попал по защите и сломал правую ногу — эта травма впоследствии была названа одной из самых ужасных в истории смешанных единоборств. Восстановление от травмы по прогнозам врачей должно было растянуться на 12-18 месяцев. В интервью порталу Yahoo! Sports Хилл сказал, что опыт сотрудничества с UFC был невероятен на всём своём протяжении, и он в большом долгу у организации.

### Возвращение в ММА
Хилл вернулся в бои в январе 2010 года, в одном из малоизвестных американских промоушенов победил своего соперника единогласным решением судей. Чуть позже болевым приёмом «кимура» уступил канадцу Марку Холсту, но затем реабилитировался, взяв верх над ветераном WEC Китом Коупом, которого заставил сдаться с помощью «треугольника». На турнире Tachi Palace Fights встречался с ещё одним ветераном WEC Робом Маккаллохом и проиграл ему единогласным судейским решением.
В ноябре 2011 года Хилл подписал долгосрочный контракт с организацией Xtreme Fighting Championships. Вскоре состоялся его дебют здесь, он уверенно победил своего соперника Чарли Рейдера, тоже выпускника реалити-шоу The Ultimate Fighter. Год спустя во второй раз дрался в клетке XFC и на сей раз рычагом локтя уступил Райану Томасу, известному по выступлениям в UFC и Bellator. В период 2013—2015 годов провёл ещё четыре боя в малоизвестных американских промоушенах, во всех потерпев поражение. Таким образом, в профессиональном ММА имеет в послужном списке 15 поединков, шесть победных и девять проигранных.

### Смерть
14 мая 2015 года появилось сообщение о том, что Кори Хилл умер от внезапно развившейся пневмонии. По словам его подруги Дженнифер Свифт, пневмония была диагностирована ему за несколько недель до этого. Сообщалось, что ему пересадили лёгкое, но оно не прижилось. Также было упомянуто, что его подключили к аппарату искусственной вентиляции лёгких до тех пор, пока члены семьи не согласились отключить его.
Несмотря на сообщения о смерти, в том числе сообщение на официальном сайте UFC, жена бойца Лоран опровергла эту информацию: «Он до сих пор жив, и мы молимся за его выздоровление. Мой муж сражается за свою жизнь. Мы просим всех помолиться за него». При этом она никак не прокомментировала сделанные ранее заявления друзей и родственников Хилла о его смерти.
Кори Хилл умер 15 мая 2015 года от отказа лёгкого и сердечного приступа в городе Тампа, штат Флорида. Оставил после себя дочь и двоих сыновей.

## Статистика в ММА
| Боёв 15  | Побед 6 | Поражений 9 |
| -------- | ------- | ----------- |
| Нокаутом | 2       | 3           |
| Сдачей   | 3       | 3           |
| Решением | 1       | 3           |

| Результат | Рекорд | Соперник            | Способ                 | Турнир                            | Дата            | Раунд | Время | Место            | Примечание               |
| --------- | ------ | ------------------- | ---------------------- | --------------------------------- | --------------- | ----- | ----- | ---------------- | ------------------------ |
| Поражение | 6-9    | Хосе Касерес        | TKO (отказ)            | Fight Time 23: Mayhem In Miami    | 6 февраля 2015  | 1     | 5:00  | Майами, США      |                          |
| Поражение | 6-8    | Маркус Андрусия     | TKO (удары руками)     | VFA: Round 4                      | 16 августа 2014 | 1     | 3:01  | Лейк-Чарльз, США |                          |
| Поражение | 6-7    | Эрик Кальдерон      | Единогласное решение   | USFFC 17: Hill vs. Calderon       | 5 апреля 2014   | 3     | 5:00  | Бофорт, США      |                          |
| Поражение | 6-6    | Джо Файе            | Единогласное решение   | Sherman Cage Rage — MMA 4         | 14 декабря 2013 | 3     | 5:00  | Страудсберг, США |                          |
| Поражение | 6-5    | Райан Томас         | Рачаг локтя            | XFC 21: Night of Champions 2      | 7 декабря 2012  | 1     | 2:34  | Нашвилл, США     |                          |
| Победа    | 6-4    | Деррил Мэдисон      | Удушение анакондой     | Complete Devastation 5            | 14 июля 2012    | 1     | 1:11  | Алтуна, США      |                          |
| Победа    | 5-4    | Чарли Рейдер        | Удушение Д’Арсе        | XFC 15: Tribute                   | 2 декабря 2011  | 1     | 3:58  | Тампа, США       | Дебют в полусреднем весе |
| Поражение | 4-4    | Роб Маккаллох       | Единогласное решение   | TPF 6: High Stakes                | 9 сентября 2010 | 3     | 5:00  | Лемор, США       |                          |
| Победа    | 4-3    | Кит Коуп            | Удушение треугольником | Raging Wolf 8: Cage Supremacy     | 17 июля 2010    | 1     | 2:30  | Саламанка, США   |                          |
| Поражение | 3-3    | Марк Холст          | Болевой «кимура»       | XKL: Evolution 1                  | 20 марта 2010   | 2     | 4:06  | Ипсиланти, США   |                          |
| Победа    | 3-2    | Джейсон Тжевечински | Единогласное решение   | Raging Wolf 6: Mayhem in the Mist | 23 января 2010  | 3     | 5:00  | Ниагара, США     |                          |
| Поражение | 2-2    | Дейл Хартт          | TKO (перелом ноги)     | UFC: Fight for the Troops         | 10 декабря 2008 | 2     | 0:20  | Фейетвилл, США   |                          |
| Поражение | 2-1    | Джастин Бухгольц    | Удушение сзади         | UFC 86                            | 5 июля 2008     | 2     | 3:57  | Лас-Вегас, США   |                          |
| Победа    | 2-0    | Джо Верес           | TKO (удары руками)     | UFC Fight Night 12                | 23 января 2008  | 2     | 0:37  | Лас-Вегас, США   | Дебют в UFC              |
| Победа    | 1-0    | Страйдер Фанн       | TKO (punches)          | Kickdown Classic 31               | 18 ноября 2006  | 1     | 0:34  | Каспер, США      |                          |